# Батуринська трагедія

Юрій Нагулко «Батурин», 2015 р.

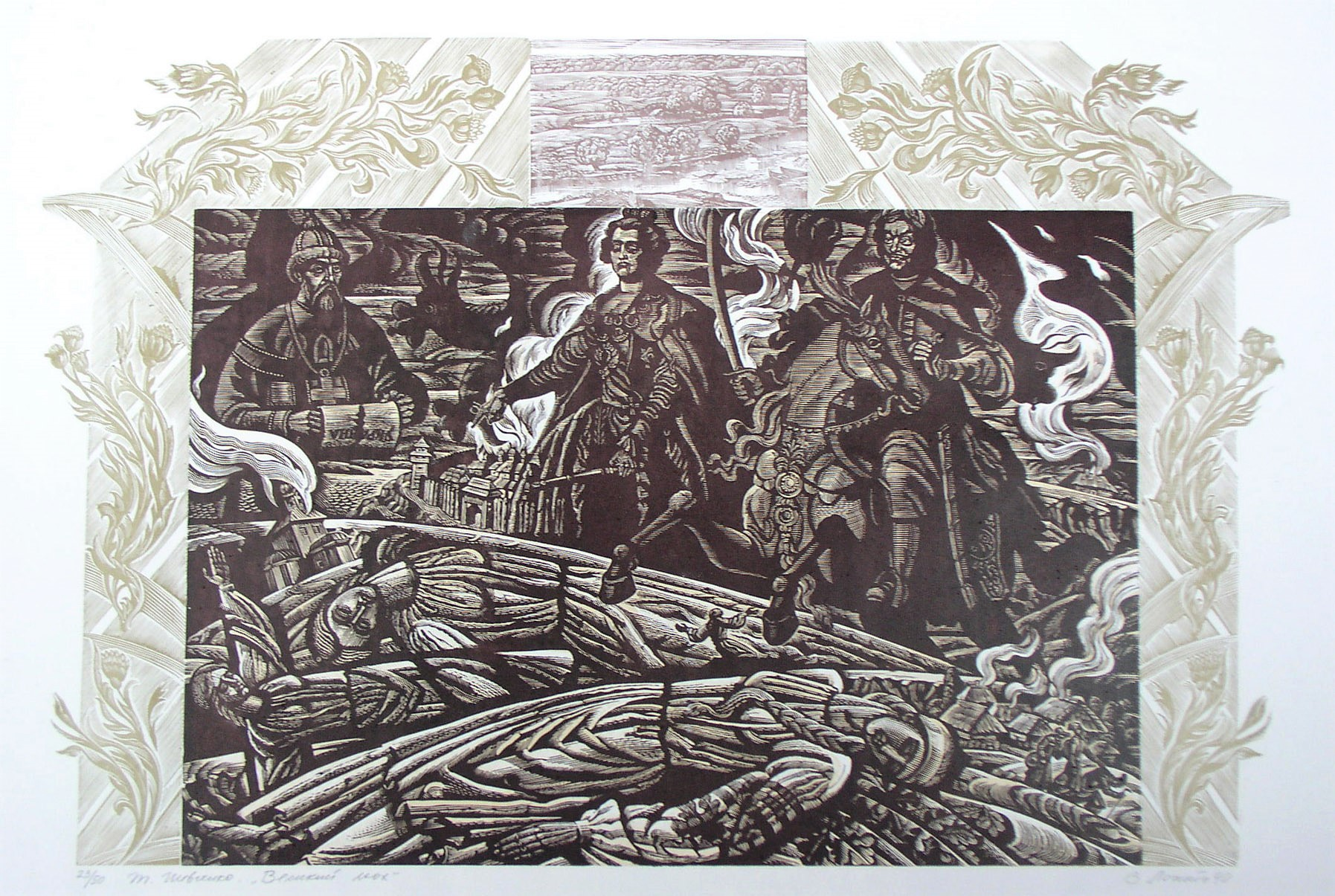
Василь Лопата ліногравюра «Великий льох», 1990 р.

Батуринська різанина або Знищення Батурина московськими військами або геноцид у Батурині — каральні дії московських військ із захоплення і знищення столиці гетьмана Мазепи Батурина і його мешканців, що були проведені 2 листопада (13 листопада) 1708. Під час цих дій, московські війська вирізали та випалили всіх мешканців міста, незалежно від віку і статі. За різними оцінками загинуло від 11 до 15 тисяч батуринців. В історію України ці події увійшли під назвою «Різанина в Батурині». Саме місто пограбували, в тому числі і православні храми, а потім, за наказом Меншикова, спалили, а церкви знищили.
Тогочасні газети так описували події у Батурині — «Страшна різанина», «Вся Україна в крові», «Жінки і діти на вістріях шабель». Такими назвами виходили провідні газети Франції — «Gazette de France», «Paris Gazette», «Lettres Historique», «Mercure historique», «Clef du Cabinet». Вони писали, що «страшний цар жадібний до крові в Україні… Всі мешканці Батурина, незважаючи на вік і стать, вирізані, як наказують нелюдські звичаї московитів»; «Вся Україна купається в крові. Меншиков показує жахи московського варварства».

## Напередодні подій

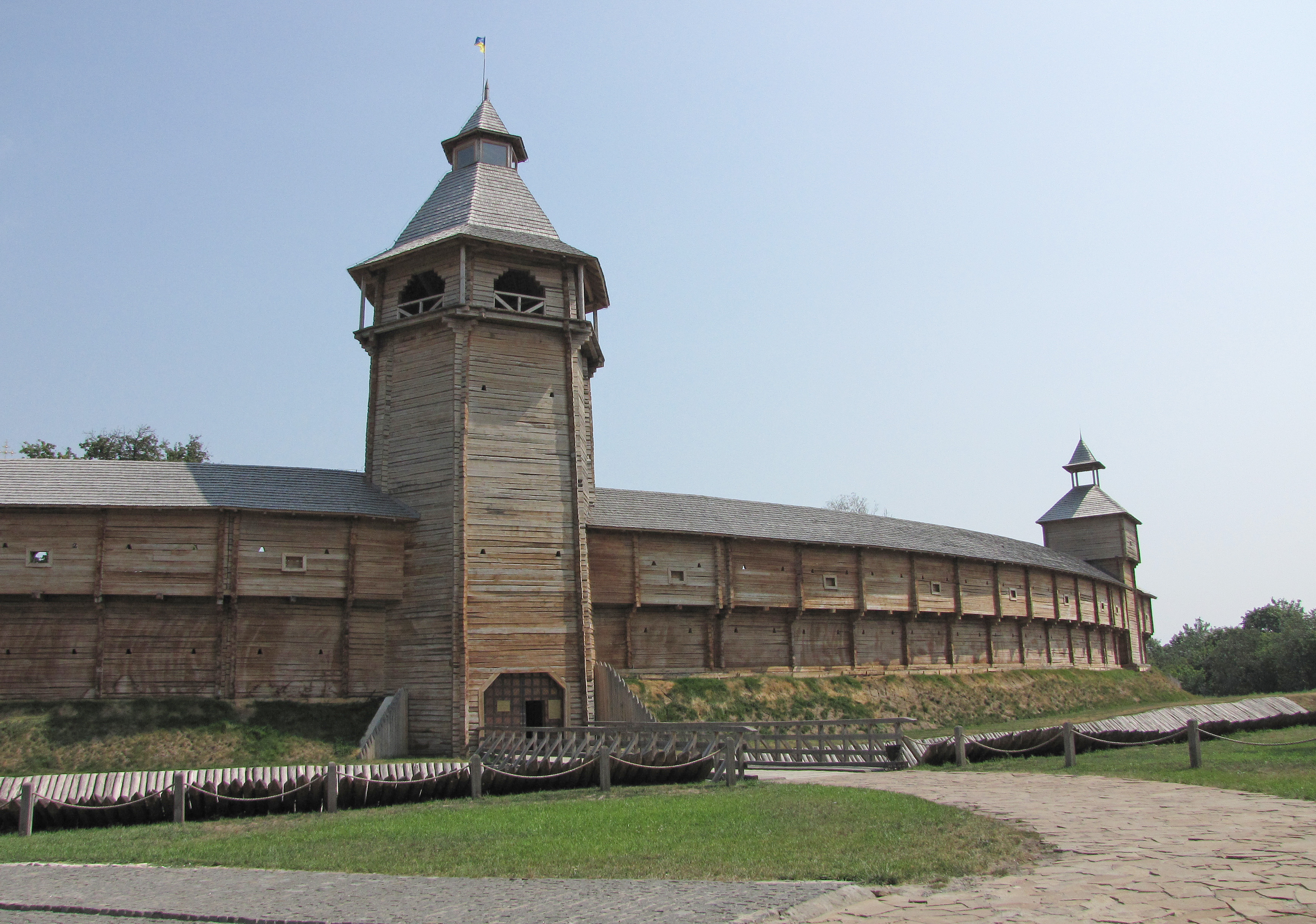
Батуринська фортеця (сучасна реконструкція)

Під час Північної війни гетьман Мазепа переконався в тому, що Петро І нищить основи української державності і порушує зобов'язання обороняти Україну від поляків, що являло собою основу угоди 1654 року. Це змусило його використати умови, створені Великою Північною війною (1700—1721 рр.), для розв'язання державницьких проблем іншим шляхом.
Український гетьман перестав вважати себе зобов'язаним зберігати вірність цареві і 7 листопада (28 жовтня) 1708 року, коли Карл XII, який ішов на Москву та був змушений звернути в Україну, Мазепа, в надії запобігти спустошенню свого краю, перейшов на бік шведів. За ним пішло близько 3 тис. козаків і провідних членів старшини, а також Військо Запорозьке.
У зв'язку з цим, деякі російські джерела стверджують, що гетьман Мазепа нібито сам запросив шведів в Україну і обіцяв Карлу ХІІ зимівлю в Батурині, яка була резиденцією гетьмана, але документально ці припущення не підтверджуються. Сучасний дослідник гетьманства Мазепи, найавторитетніший російський історик Таїрова-Яковлева, у своїй книзі «Мазепа» наводить версію цих подій, яка заснована на архівах гетьмана Мазепи. Вона пише, що

| ...Карл повернув в Україну, відмовившись від свого плану походу на Смоленськ і Москву не з доброї волі. Навкруги горіли хліби, міста й села. Ніде не можна було дістати продовольство, почалися масові захворювання на дизентерію, не вистачало фуражу і пороху, артилерія втратила найкращих тяглових саксонських коней. На довершення всього під містечком Добрим Голицину вдалося розгромити батальйон генерала К. Г. Рооса. Саме ці обставини і змусили Карла повернути на насичену „медом і молоком“ Україну». |
Далі Таїрова-Яковлєва пише, що «дізнавшись про це, український гетьман виголосив свій знаменитий вислів: „Диявол його сюди несе!“»
Дізнавшись про перехід Мазепи на шведську сторону, московський цар Петро І дає наказ Меншикову знищити гетьманську столицю. Меншиков, скориставшись допомогою прилуцького полковника Івана Носа, який вказав таємний хід, увірвався з військами у резиденцію гетьмана Мазепи — Батурин і порівняв її з землею.
| Цар, бажаючи помститися Мазепі, проти якого опублікував грізний маніфест, наказав Меншикову негайно атакувати його столицю, поки шведи не прибули на допомогу. Меншиков напав на неї 3 листопада і взяв. Потім віддав наказ замучити всіх незалежно від віку і статі, а після нелюдської різанини силою вивів жінок, які ще залишалися живі [...] Він забрав звідти важкі гармати, а було їх близько сорока. Так само по-варварськи розорив і спалив все місто та млини. Одна частина гарнізону перебралася щасливо через Сейм, але її командира зловили і замучили. Він був родом з пруссаків і звався Кенігсек ... [14] |

## Хід бойових дій
Меншиков, напередодні штурму Батурина, командував 20 драгунськими полками, які налічували від 15 до 20 тис. драгунів. Але на той час Батурин являв собою укріплену фортецю, озброєну великою кількістю гармат. Зважаючи на це, Меншиков намагався схилити захисників фортеці до її здачі і направив для цього Андрія Марковича. Однак батуринці не тільки відхилили пропозицію про капітуляцію, але й відповіли на це пострілами з гармат по розташуванню Меншикова.

Андрій Івахненко «Різня в Батурині 1708 року», 2000 р.

Водночас, за відомостями Сергія Павленка, не всі у Батуринській фортеці були готові до спротиву. Наказний полковник прилуцького полку Іван Ніс та перекладач Стефан Зертис не бажали протистояти московським військам та почали підбурювати на ці дії захисників Батурина. За це, за наказом командування, Іван Ніс і Стефан Зертис були прикуті до гармат. Полковник Іван Ніс, рятуючи себе від суду за зраду, вночі відрядив до Меншикова свого старшину Соломаху, який вказав таємний хід до фортеці.

За цю зраду Іван Ніс 14 листопада 1708 року отримав жалувану грамоту на полковницький чин від Петра І:

| Наше царское величество пожаловали Прилуцкого полку наказного полковника Ивана Носа за его к нам, великому государю, к нашему царскому величеству, верные усерднорадетельские службы.[18] |
Скориставшись відомостями Івана Носа про таємний хід у фортецю, московські війська о 6-й годині ранку, 2 листопада 1708 року, зайшли на територію Батурина та підступно напали на оборонців фортеці. Незважаючи на запеклий супротив гарнізону, протягом двох годин, московські війська завершили захоплення міста. Захопивши місто, московити вчинили наругу над мешканцями міста, яким рубали та розтрощували голови, ґвалтували жінок, катували всіх, починаючи від немовлят, жінок і дідів.

Коли гетьман Мазепа 7 листопада 1708 року побачив наслідки московського погрому Батурина, «це видовище вразило його в саме серце»:

| ...ревно плакал по Батурину Мазепа, спостерігаючи, скільки крові людської в місті і передмісті було полно калюжами.[20] |
Ці події отримали в історії України сумнозвісну назву — «Різанина в Батурині».

## Опис подій у документальних джерелах

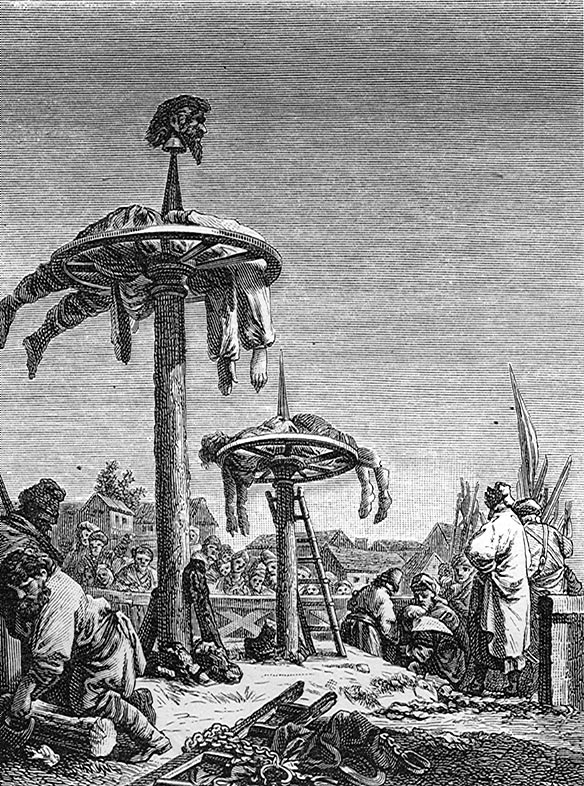
Страта колесуванням, яка застосовувалась до козаків і мешканців Батурина. Гравюра часів Петра І

Криваві події в Батурині підтверджуються багатьма документальними джерелами:
Костомаров (1817—1885) наводить такий опис:
| 30 жовтня приїхав до Погребків Меншиков, і тоді відбулася військова рада, що поклав взяти Батурин і, в разі опору, щоб знищити його як головний притон сили, неприязної царя Малоросії ... В 6 години наступного ранку Меншиков зробив напад і наказав знищити в замку всіх без відмінності, не виключаючи й немовлят, але залишати в живих начальників, для передачі їх страти. Все майно батуринців віддавалася заздалегідь солдатам, тільки знаряддя повинні були стати казенним надбанням. Протягом двох годин все було закінчено: гетьманський палац, служби та двори старшин - все було перетворено на попіл. Все живе було винищено ... Втім, багато хто встиг піти наперед і залишитися цілими. Це видно з того, що згодом поверталися до Батурина багато обивателі на свої місця ... Загальні свідоцтва одноголосно говорять, що над жителями Батурина скоєно було саме варварське винищення. Сам Меншиков не писав про те до царя, надаючи повідомити йому про все усно [22][23]. |
За відомостями Бантиш-Каменського (1737—1814):

| 3 листопада зійшов він [Меншиков] на міський вал з шпагою в руці, і посік вістрям меча всіх тамтешніх жителів, не виключаючи немовлят. Кенігсек помер від отриманих ним ран; Чечель узятий в полон, мала частина гарнізону врятувалася втечею; прекрасний, за польським звичаєм прикрашений, палац Мазепи, тридцять млинів, хлібні магазини, виготовлені для ворога, були тоді звернені на попіл; все залишене їм у Батурині майно і сорок гармат, крім мортир, дісталися переможцям [24]. |
Микола Маркевич (1804—1860) пише:

| Сердюки були частиною вирізані, частиною пов'язані в одну юрбу мотузками. Помстившись за вчорашнє, Меншиков доручив катам стратити їх різноманітними стратами; військо, скрізь і завжди готове до грабунку, разсеялось по домівках обивательським, і, не розбираючи невинних від винних, винищило мирних громадян, не пощадив ні жінок, ні дітей. «Сама звичайна смерть була живих четвертувати, колесувати і на палю садити, а далі вигадані були нові роди мук, саме уяву в жах приводять. [21]. |
У Рігельмана (1720—1789) події описуються так:

| Меншиков місто одержав, люди все мечу віддані, як у фортеці, так і в передмісті, без залишку, не шкодуючи навіть немовлят, не тільки старих [25]. |
У французького історика Жана-Бенуа Шерера (1741—1824):

| Місто було взято і віддано на розграбування. Те, що солдати не могли взяти з собою, стало здобиччю вогню, який пожер навіть частину міста. Фортифікації було знищено вщент, а жителі міста загинули, піддані найжорстокішої тортурам: одних посадив на палі, інших повісили або четвертували. [26]. |
Сучасний дослідник Сергій Павленко дає такий опис:

| Розправившись з козаками і сердюками, стрільці, драгуни з ненавистю накинулися на беззахисних і беззбройних людей похилого віку, жінок і дітей - рубали голови, кололи грудей. Мольба про помилування не допомагала[3]. |
Літописи також згадують Батуринські події. Так, Лизогубівський літопис (1742) свідчить:

| Тогожъ года Ноемврія 1 дня Батуринъ Меншиковъ князь Александръ съ войскомъ великороссійскимъ спалилъ и вырубалъ, где были сердюки и охочекоммоніе козаки и надъ ними былъ полковникъ Чечель, который увойшелъ отъ меча хотя былъ, однакъ кумъ его, въ селЂ ОбмочевкЂ, когда онъ утЂкалъ и забЂглъ верхомъ обогрЂтисъ, понеже ввесь обмокъ, да заснулъ на печи, то кумъ пошелъ, ознаймилъ войту и прочимъ и такъ взяли его и поймали и отдали великороссіянамъ; потомъ голову ему въ ГлуховЂ утято. Такоже Филипу, реенту пЂвчихъ, въ БатуринЂ взятому, утято голову въ ГлуховЂ и на спицахъ желЂзныхъ на глаголяхъ на площади въ самомъ городи заткнено; и еще войта Шептаковского тамъ же голова. А Фидрику, надъ пушкарями командиру, новокрещеному изъ иноземцовъ, взятому въ БатуринЂ — перво очи выбрано, послЂ въ Сумахъ, слободскомъ городЂ, голову усЂчено и на столпЂ каменномъ такожъ на шпицу желЂзную воткнено въ самомъ городЂ. Много тамъ людей пропало отъ меча, понеже збЂгъ былъ отъ всЂхъ селъ; однакъ за вытрубленіемъ не мертвить, много еще явилося у князя Меншикова, который дать велЂлъ имъ писаніе, чтобъ никто ихъ не занималъ; — многожъ въ СеймЂ потонуло людей, утекаючи чрезъ ледъ еще не крЂпкій, много и погорЂло, крившихся по хоромахъ, въ ліохахъ, въ погребахъ, въ ямахъ, где паче подушилися, а на хоромахъ погорЂли, ибо, хотя и вытрубленіе було престать отъ кровопролитія, однакъ выходящихъ отъ сокрытія войско заюшеное, а паче рядовые солдаты, понапившіеся (понеже вездЂ изобиліе было всякого напою) кололи людей и рубали, а для того боячися прочіе въ скрытыхъ мЂстахъ сидЂли, ажъ когда огонь обойшелъ ввесь городъ, и скрытыи пострадалы; мало еднакъ отъ огня спаслося и только одна хатка, подъ самою стЂною вала отъ запада стоячая, уцЂлела неякогось старушка; церьковъ же въ замку деревянная сгорЂла, въ городЂ Тройцы Святой каменная, верхами и работою внутрь огорЂла, а церковь Николая каменная недороблена была и уже отъ прошлого 708 года до 1742 пустый городъ и замокъ и церкви въ городЂ и на ГончаривцЂ были. |
Рукописний збірник XVIII століття (з колекції Михайла Погодіна) :

| Люди в ньому [Батурині] колишні вирубані, церкви зруйновані, будинки розграбовані і спалені.[3] |
Меншиков, за словами шведського історика Фрікселя, автора «Історії життя Карла XII», наказав розп'ясти трупи козаків на плотах і пустити їх по річці Сейм, щоб населення Гетьманщини побачило долю, яка спіткала Батурин.
За відомостями флотського інженера капітана Джона Перрі, який служив у Петербурзі і бував при дворі Петра I, Меншиков

| ...повісив губернатора і на міській стіні посадив на кіл декількох осіб, а Г. Кенінгсека (Koningseck), брата знаменитого польського посла того ж імені, наказав піддати жорстоким мукам, а потім повісити[29]. |
Австрійський посол у Москві Отто Плеєр в листі з Глухова, датованому 12 листопада 1708, повідомляв, що Меншиков «вирізав всіх, хто знаходився в Батурині, підпалив і зрівняв із землею місто, захопивши 80 гармат».

## Розкопки в Батурині

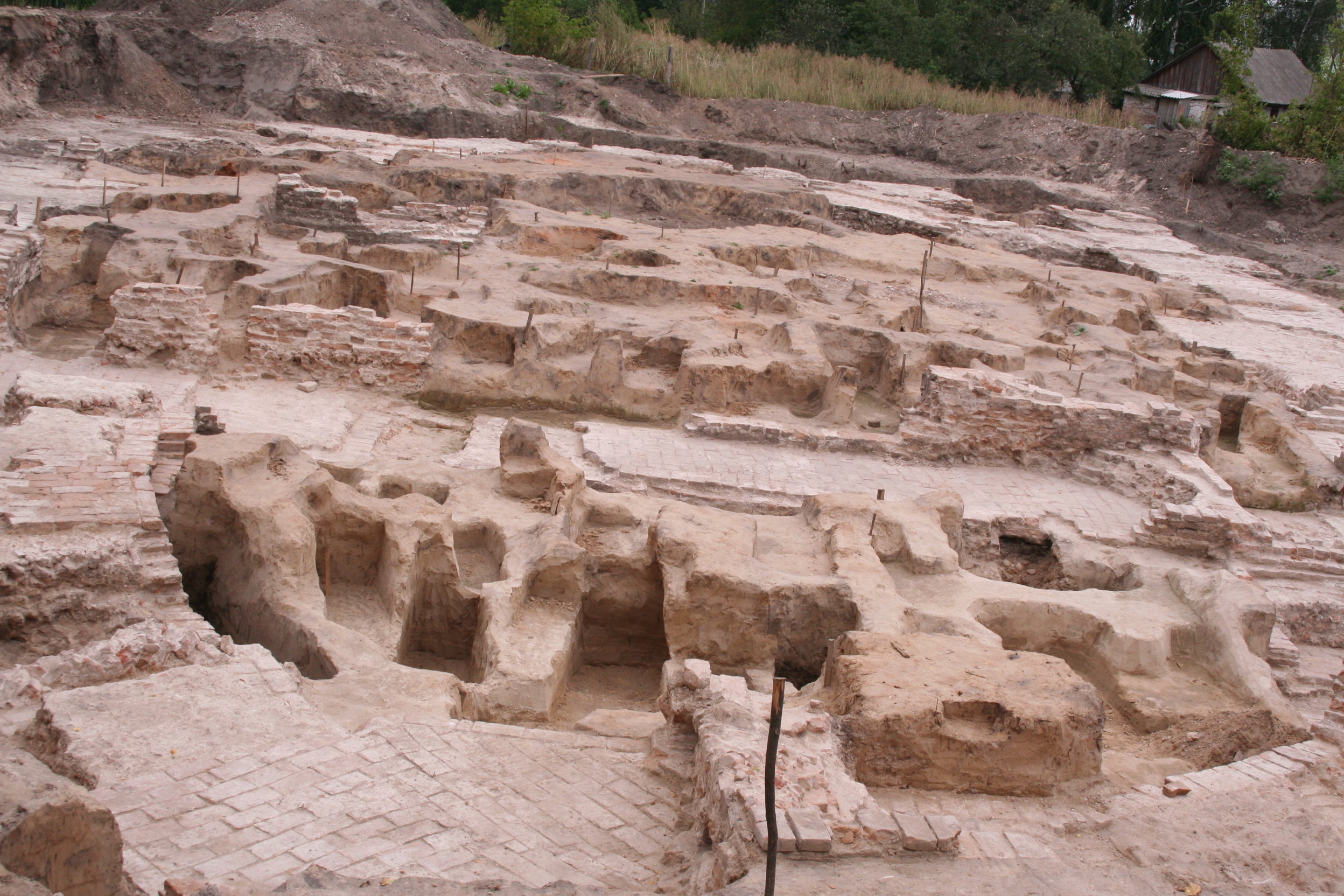
Розкопки в Батурині

З 1995 року українськими дослідниками ведуться археологічні розкопки в Батурині (Чернігово-Сіверська експедиція Інституту археології Національної академії наук України та Чернігівського педагогічного університету імені Т. Г. Шевченка). У 2001 році до них підключилися канадські вчені.
Спонсорами канадсько-українських досліджень виступили Канадський інститут вивчення України (Canadian Institute of Ukrainian Studies (CIUS)) — «Програма Ковальських з вивчення Сходу України» (Kowalsky Program for the Study of Eastern Ukraine), Американське наукове товариство імені Шевченка (Shevchenko Scientific Society of America), Папський інститут середньовічних досліджень (Pontifical Institute of Mediaeval Studies (PIMS)) в Торонто виступили спонсорами проекту.
У 2003—2004 роках кошти на проведення розкопок пожертвував Центр українських історичних досліджень імені Петра Яцика (Peter Jacyk Centre for Ukrainian Historical Research).
У 2005 році почав надавати підтримку «Фонд Батурина», заснований у тому ж році Президентом України. Патроном і академічним радником є директор CIUS Зенон Когут. Питаннями фінансування та публікації результатів досліджень займається Мартін Дімнік з PIMS. Відповідальний за проект від CIUS — кандидат історичних наук Володимир Мезенцев з Торонтського університету. Очолював ж експедицію кандидат історичних наук, доцент і завідувач кафедри історії та археології України історичного факультету Чернігівського державного педагогічного університету імені Т. Г. Шевченка Володимир Коваленко.
У 2005 році в розкопках брали участь 150 студентів та науковців з університетів Чернігова і Ніжина та Києво-Могилянської академії. У 2006 році — 120 студентів та науковців з університетів та музеїв-заповідників Києва, Чернігова, Глухова, Рівного, Батурина та університету міста Грац (Австрія).
У 2005 році в колишній фортеці, серед іншого, виявлені мушкетні і пістольні кулі, ядро, картеч, наконечник списа. В одній із господарських ям знайдений кістяк юнака. Поруч лежав череп ще одного вбитого в 1708 році. У 2003 році біля церкви Воскресіння розкопаний старий колодязь. На його дні лежали кістки, ймовірно, що належать загиблим при взятті Батурина. Досліджено залишки 5 дерев'яних жител і 20 складів, очевидно, спалених у 1708 році. Під руїнами лежав скелет.
У центральній частині Троїцького собору виявили зруйнований і розграбований склеп, де був похований якийсь поважний сучасник Мазепи, можливо, перший настоятель чи благодійник храму. Неподалік від собору та на цитаделі археологи дослідили залишки спалених дерев'яних домівок гетьманського періоду. У підвалі одного з них виявили кістяки двох забитих мешканців. Під час земляних робіт на південному передмісті Батурина у 2007 р. знайшли багато кісток (збереглось сім черепів) дорослих і дітей, які, ймовірно, загинули в результаті штурму. Один із черепів розплющений майже навпіл, а у другому пробитий лоб.
У 1996—2006 роках археологи виявили в Батурині 138 поховань періоду правління Івана Мазепи. 65 із них належать убитим під час взяття Батурина (переважно жінкам, дітям та людям похилого віку). Так, у 17 із 33 розкопаних у 2005 році могил знайдені скелети жінок і дітей, похованих без положення в труну і видимих ознак здійснення християнського обряду.
2021 року науковцями ІА НАНУ було оприлюднено висновок щодо належності чоловічих останків полеглих переважно до центральноукраїнського типу з відносною брахікранією.

## Перепоховання жертв Батуринської трагедії
14 листопада 2008 в Батурині відбулися заходи з перепоховання жертв Батуринської трагедії. Останки були перепоховані у знову побудованій Замковій церкві Воскресіння Господнього, яку за наказом Меншикова спалили московські війська після взяття міста. Новий храм відновлений за зразком православних українських церков кінця XVII століття майстрами із Львівської області за сприяння Харківської облдержадміністрації.
Спеціально під храмом влаштована крипта, куди і були поміщені останки жертв Батуринської трагедії. Чин освячення храму та молебень за жертвами трагедії провів керуючий Чернігівської єпархією Української православної церкви Київського патріархату єпископ Чернігівський і Ніжинський Іларіон.
У заходах взяли участь міністр культури України Василь Вовкун, голова Чернігівської обласної державної адміністрації Володимир Хоменко, делегації районів області і регіонів України, а також представники українського козацтва.

## Значення подій в сучасному житті України
«Батуринська трагедія» — офіційна назва подій у Батурині, яка була встановлена Кабінетом Міністрів України.
2 квітня 2008 року Кабінет Міністрів України, своїм розпорядженням, затвердив план заходів із підготовки до відзначення 300-річчя подій, пов'язаних із воєнно-політичним виступом гетьмана Мазепи і підписанням українсько-шведського союзу. Цим розпорядженням, серед іншого, передбачено:

| «14. Організувати і провести в IV кварталі 2008 року заходи з нагоди 300-річчя Батуринської трагедії … 16. Організувати проведення в м. Чернігів та смт Батурин Міжнародної науково-практичної конференції з нагоди Батуринської трагедії». Відповідальними за проведення заходів призначені Чернігівська обласна державна адміністрація, Міністерство культури і туризму, Міністерство освіти і науки і Національна Академія наук України[38]. |

Президент України В. А. Ющенко, будучи в Батурині, заявив: «Для мене Батуринська трагедія асоціюється з Голодомором 30-х років, і це аморально, що до досі немає жодного пам'ятника невинно убієнним».
21 листопада 2007 Президент України підписав Указ «Про деякі питання розвитку Національного історико-культурного заповідника „Гетьманська столиця“ та селища Батурин», яким передбачено спорудження у 2008 році Меморіального комплексу пам'яті жертв взяття Батурина.
13 листопада 2008 Верховна Рада України вшанувала хвилиною мовчання пам'ять жертв Батуринської трагедії. Ініціатором виступив голова фракції «Наша Україна — Народна самооборона» В'ячеслав Кириленко.

## Заперечення подій російськими істориками
Типовим прикладом ставлення деяких російських учених до подій у Батурині є твердження завідувача кафедри Севастопольської філії Санкт-Петербурзького гуманітарного університету профспілок, кандидата філософських наук Андрія Ставицького, який вважає, що описані події є «міфотворчістю»:
| У випадку з «батуринською різаниною» йдеться про спробу збудувати «образи» в режимі міфоісторіі, висунути серйозні претензії на порожньому місці. Тут все скроєно на основі стандартного набору прийомів міфотворчості: є й герої-мученики, і негідники, і зрадники, і невинні жертви. І, звичайно ж, є глядачі. Елементарний аналіз достовірно відомих фактів розвалює цю фальшивку, як картковий будиночок. Однак логіка аналізу українському «патріоту» і не потрібна. Він «мислить» інакше. Мислить «по-українськи». Тобто ірраціонально. І намагається просочити цим «мисленням» українську науку. «Батуринська різанина» існує в умах людей не з причини її доведення. Вона — факт не історії, а масової свідомості, феномен української міфоісторії, творимої за принципом: не хочеш — не слухай, а брехати не заважай. Те, що українські історики йдуть на поводу нав'язаних їм політичних доктрин і насаджуваної «зверху» ідеології, означає, що історія як наука в Україні померла. Її місце зайняла міфоісторія, типовий зразок якої — «батуринська різанина». [42] |

## Батуринська трагедія в українській культурі
Батуринські події знайшли відображення в народній думі «Семен Палей і Мазепа»:

| […] А в городі Батурині Мужиків та жінок У пень сікли да рубали, Церкви палили, святості да Ікони під ноги топтали […] |
Поет Тарас Шевченко, в поемі «Великий льох» (1845), цілий розділ приділив подіям у Батурині:

| […] Цареві московському Коня напоїла У Батурині; як він їхав В Москву із Полтави. Я була ще недолітком, Як Батурин славний Москва вночі запалила, Чечеля убила, І малого, і старого В Сейму потопила. Я меж трупами валялась У самих палатах Мазепиних … Коло мене І сестра, і мати Зарізані, обнявшіся, Зо мною лежали […] |
Подіям Батурина присвячені:
- повість Богдана Лепкого «Батурин» (1927), з першої книги історичної епопеї «Мазепа»;
- роман Романа Іваничука «Орда» (1992);[45]
- збірка поезій Івана Шкурая (Деснаша) «Батуринська голгофа»;
- дума А.Пашкевича на слова І.Мазепи та Й.Струцюка «Горить Батурин»;
- історичне оповідання Олелька Островського «Руйнування Батурина» (1913).

Зайняли вони своє місце і в батуринських легендах: відомі легенди про втрачені в Батурині скарби Мазепи, про зрадника Івана Носа, про Меншикова і стареньку матір.
Батуринська трагедія висвітлюється у фільмі «Молитва за гетьмана Мазепу» Юрія Іллєнка (2001).

## День пам'яті
У 2018 році на державному рівні в Україні відзначається День пам'яті — 310 років із дня Батуринської трагедії (02.11.1708).